# Bukovyna Airlines
Bukovyna Airlines war eine ukrainische Charterfluggesellschaft mit Sitz in Czernowitz. Sie stellte im Februar 2021 den Flugbetrieb ein.

## Flugziele
Neben Charterflügen bot Bukovyna Airlines ihre Flugzeuge auch im Leasing für andere Fluggesellschaften an.

## Flotte

### Aktuelle Flotte
Mit Stand März 2020 bestand die Flotte der Bukovyna Airlines aus einem Flugzeug mit einem Alter von 27,2 Jahren:
| Flugzeugtyp             | Luftfahrzeugkennzeichen | Anmerkungen            |
| ----------------------- | ----------------------- | ---------------------- |
| McDonnell Douglas MD-82 | UR-BXI                  | betrieben für Iran Air |

### Ehemalige Flugzeugtypen
Darüber hinaus setzte Bukovyna in der Vergangenheit noch folgende Flugzeugtypen ein:
- Airbus A300
- Antonow An-24
- BAe 146
- Fokker F28
- Tupolew Tu-134